# Orly (chanson)
Pour les articles homonymes, voir Orly.
Pistes de Les Marquises
Les F...
(5) Les remparts de Varsovie
(7)
Orly est une chanson de 1977, écrite, composée et interprétée par Jacques Brel, parue dans son dernier album Les Marquises. Elle relate la difficile séparation d'un couple dont l'homme prend l'avion à l'aéroport d'Orly.

## Narration

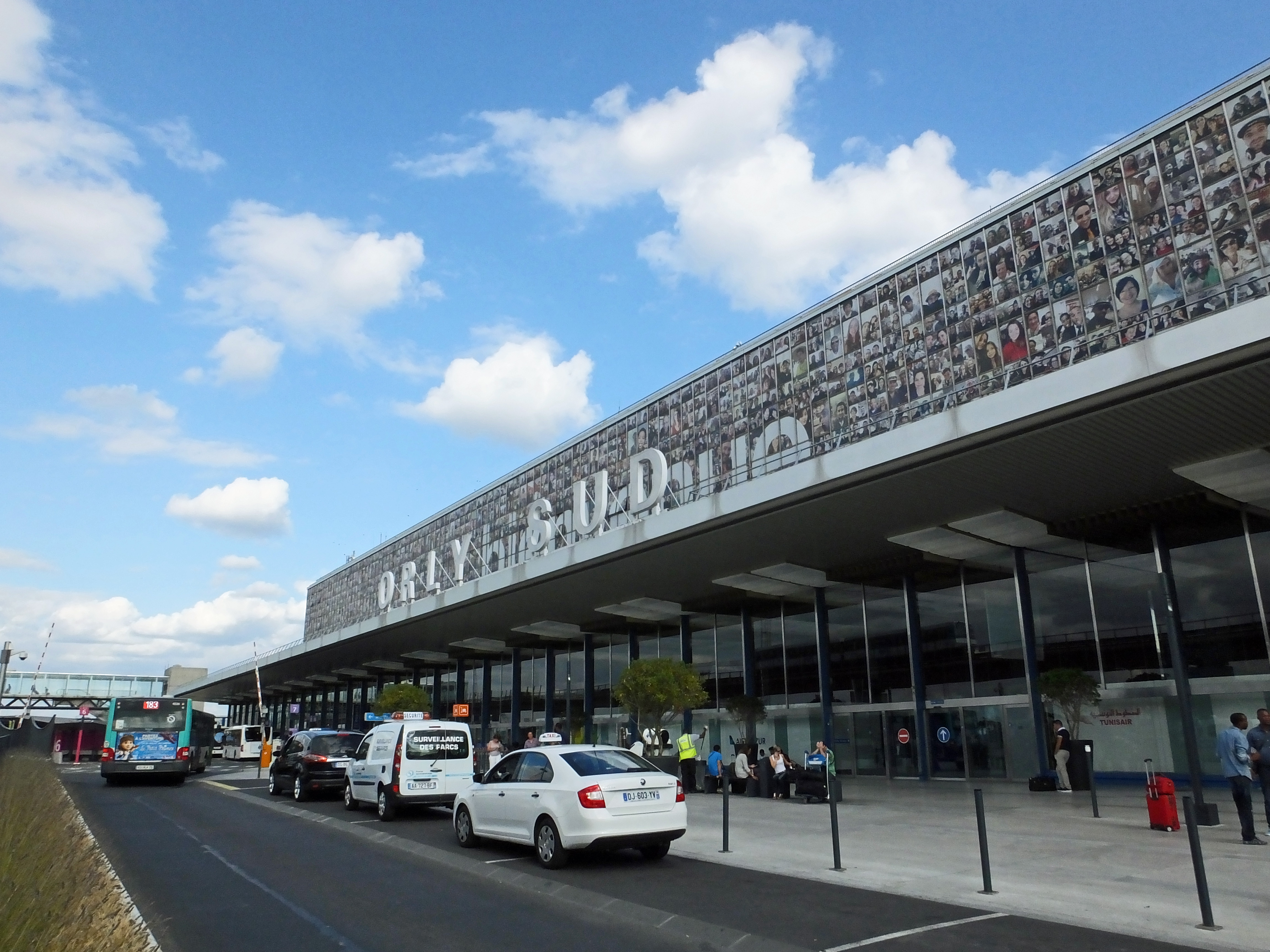
L'aérogare d'Orly sud, en 2015.

Dans cette chanson d'amour, le narrateur est spectateur de la scène qui se déroule dans l'aérogare d'Orly. Il met en évidence l'unité de ce couple en privilégiant tantôt leur dualité (« tous les deux »), tantôt ce qui les unit (« ils »), tout en employant des termes forts (« soudés », « encastrés »). Il isole le couple du reste de la foule (« ils sont plus de deux mille et je ne vois qu'eux deux »).
La fin de la chanson laisse entrevoir que ce moment est fugace et que la femme (restée dans le terminal, tandis que lui embarque pour une destination inconnue), rejoindra bientôt cette foule dont elle se démarque pour quelques instants encore.
Le refrain fait référence à la chanson de 1963 Dimanche à Orly, composée et interprétée par Gilbert Bécaud sur des paroles de Pierre Delanoë : « La vie ne fait pas de cadeau / et nom de Dieu c'est triste Orly le dimanche / Avec ou sans Bécaud ». On peut voir dans la chanson de Brel une « anti-version » de celle de Bécaud (la première est triste, la seconde est joyeuse : « Dimanche à Orly / Sur l'aéroport ... / Y'a de quoi rêver »). Claude Lemesle, qui qualifie cette allusion d'« inutile », raconte que Bécaud lui a confié que Brel s'en était excusé par téléphone.

## Analyse
Brel aurait intégré dans cette chanson des éléments biographiques, peut-être la fin de sa relation avec Monique, qu'il a vue pour la dernière fois à l'aéroport de Nice en septembre 1974.
Plusieurs auteurs citent cette chanson comme contre-exemple de la misogynie que l'on prête souvent à Brel,,. Contrairement à la plupart de ses chansons d'amour, il n'y prend pas le point de vue masculin et y ressent le déchirement du personnage féminin.
Plusieurs critiques proposent une deuxième lecture de la chanson. Selon eux, on peut également interpréter le couple qui se sépare comme symbolique de l'auteur qui, se sachant atteint du cancer, se sépare de son corps, représenté par la femme,. Cette interprétation est confirmée par Brel lui-même à Paul-Robert Thomas, à qui il demande de bien écouter les paroles : « Il s'agit de deux amants qui se séparent, mais surtout d'une métaphore de la Vie et de la Mort. D'un être qui sent sa vie lui échapper ; le jour où, par exemple, il décide de partir se faire soigner. Et l'avion se pose à Orly ! Dernier aéroport, pour un dernier voyage... ».

## Discographie
17 novembre 1977 : 33 tours Barclay 96 010 Les Marquises (à l'origine l'album sort sous le simple titre Brel).
En 1977, la chanson est publiée en face B du 45 tours Barclay 62.345 : Les remparts de Varsovie - Orly.
L'année suivante, sort le 45 tours Barclay 62.505, qui cette fois place la chanson en face A : Orly - Le lion. 

## Postérité

### Reprises
Un site consacré à Brel recense une trentaine de reprises d'Orly.
La chanson a été interprétée dans plusieurs albums de reprises de Brel, notamment :
- en 1998 par Vadim Piankov dans Vadim Piankov chante Jacques Brel,
- en 2002 par Duilio Del Prete dans Duilio Del Prete canta Brel,
- en 2003 par Pierre Bachelet dans Tu ne nous quittes pas,
- en 2007 par Florent Pagny dans Pagny chante Brel,
- en 2008 par Laurence Revey,
- en 2018 par Maurane dans Brel.

### Autres
Orly est l'une des trois chansons (avec Jef et Ne me quitte pas) qui ont inspiré à la dessinatrice Monique Martin des illustrations parues en 1993 dans Moi, je t'offrirai des perles de pluie.